# Veľký Lom
Veľký Lom este o comună slovacă, aflată în districtul Veľký Krtíš din regiunea Banská Bystrica. Localitatea se află la altitudinea de 424 m deasupra n.m., se întinde pe o suprafață de 10,64 km2 și în 2017 număra 171 de locuitori.

## Istoric
Localitatea Veľký Lom este atestată documentar din 1573.

## Demografie
| An:                | 1994 | 2004   | 2014    | 2024    |
| ------------------ | ---- | ------ | ------- | ------- |
| Număr de persoane: | 232  | 220    | 195     | 132     |
| Diferență:         |      | −5,17% | −11,36% | −32,30% |

| An:                | 2023 | 2024 |
| ------------------ | ---- | ---- |
| Număr de persoane: | 132  | 132  |
| Diferență:         |      | +0%  |